# William Varley
William Michael Varley, detto Bill (New York, 6 novembre 1880 – New York, ottobre 1968), è stato un canottiere statunitense.
Varley partecipò ai Giochi olimpici di Saint Louis 1904 con la squadra Atalanta Boat Club nella gara di due di coppia, in cui conquistò la medaglia d'oro, e di due senza, in cui conquistò la medaglia d'argento. In entrambe le gare il suo compagno fu John Mulcahy.

## Palmarès
In carriera ha conseguito i seguenti risultati:
- Giochi olimpici

St. Louis 1904: oro nel due di coppia e argento nel due senza.